# Teoria ergodica
La teoria ergodica (dal greco ἔργον érgon, lavoro, energia e ὁδός hodós «via, percorso») si occupa principalmente dello studio matematico del comportamento medio, a lungo termine, di sistemi dinamici.

## Descrizione
Il termine ergodico è stato introdotto da Ludwig Boltzmann (1844-1906) con riferimento ai sistemi meccanici complessi capaci di assumere spontaneamente tutti gli stati dinamici microscopici compatibili con il loro stato macroscopico. Le particelle costituenti il sistema, cioè, assumono ogni insieme di valori istantanei di posizione e velocità le cui caratteristiche medie corrispondono allo stato macroscopico del sistema. 
L'ipotesi ergodica, una formulazione più tecnica, è stata proposta da Josiah Willard Gibbs (1839-1903). Essa prevede che la media temporale di una proprietà del sistema sia equivalente alla media istantanea della medesima proprietà nell'insieme canonico quando il numero degli stati tende all'infinito. 
Se lo stato del sistema è rappresentato con un punto che si muove in un opportuno spazio delle fasi, e vincolato da considerazioni energetiche su una particolare superficie immersa in esso,  l'ipotesi ergodica assicura che il punto finirebbe col passare prima o poi per tutti i punti della superficie. Questa congettura si è dimostrata falsa se applicata alla generalità dei sistemi meccanici per i quali era stata formulata, per cui si è cominciato a parlare di  sistemi quasi-ergodici, che hanno la proprietà, più debole, di passare per stati arbitrariamente prossimi agli stati microscopici compatibili con l'energia totale.

### Biliardo bidimensionale
Un modello semplice per visualizzare l'ipotesi ergodica è costituito dal biliardo bidimensionale, un sistema dinamico in cui si considera il moto di una palla con velocità assegnata in una certa porzione del piano euclideo, che rimbalza elasticamente sul bordo di questa porzione. Secondo l'ipotesi ergodica la palla dovrebbe passare per ogni posizione possibile sulla porzione di piano assegnata. Questo modello è particolarmente semplice sia perché il moto avviene nel piano, sia perché la conservazione dell'energia è limitata alle considerazioni sulla sola energia cinetica. 
Tuttavia anche nel caso di porzioni molto semplici, come il biliardo triangolare, le dimostrazioni di proprietà ergodiche non sono banali e richiedono un formalismo matematico piuttosto sviluppato.

## Trasformazione ergodica
Sia {\displaystyle (X,{\mathcal {A}},\mu )} uno spazio di probabilità e sia {\displaystyle S\colon X\to X} una trasformazione che preserva la misura. Se {\displaystyle S^{-1}(B)=B}, con {\displaystyle B\in {\mathcal {B}}}, allora anche {\displaystyle S^{-1}(X\setminus B)=X\setminus B}. Possiamo quindi studiare {\displaystyle S} mediante le due trasformazioni più semplici {\displaystyle T_{|B}} e {\displaystyle T_{|X\setminus B}}. Se {\displaystyle 0<\mu (B)<1} tale studio è effettivamente più semplice. Se invece {\displaystyle \mu (B)=0} (oppure {\displaystyle \mu (X\setminus B)=0)} è possibile ignorare tale insieme, essendo di misura nulla. Ciò porta a studiare le classi di trasformazioni che non possono essere ulteriormente decomposte ed esprimere altresì ogni trasformazione che preserva la misura in termini di quelle indecomponibili.

### Definizione
Sia {\displaystyle (X,{\mathcal {A}},\mu )} uno spazio di misura e sia {\displaystyle S\colon X\to X} una trasformazione non singolare. {\displaystyle S} è detta ergodica se ogni insieme invariante {\displaystyle A\in {\mathcal {A}}} (ossia tale {\displaystyle S^{-1}(A)=A}) è tale che {\displaystyle \mu (A)=0} oppure {\displaystyle \mu (X\setminus A)=0}. In altre parole, {\displaystyle S} è ergodica se gli unici insiemi invarianti sono i sottoinsiemi banali di {\displaystyle X}.
Dalla definizione segue che ogni trasformazione ergodica deve essere studiata sull'intero spazio {\displaystyle X}.

### Caratterizzazioni delle trasformazioni ergodiche
Sia {\displaystyle (X,{\mathcal {A}},\mu )} uno spazio di misura e sia {\displaystyle T\colon X\to X} una trasformazione che preserva la misura. Le seguenti affermazioni sono equivalenti:
- {\displaystyle T} è ergodica;
- se, presa {\displaystyle f} misurabile, {\displaystyle f(T(x))=f(x)} per ogni {\displaystyle x}, allora {\displaystyle f} è costante quasi ovunque;
- se, presa {\displaystyle f} misurabile, {\displaystyle f(T(x))=f(x)} per quasi ogni {\displaystyle x}, allora {\displaystyle f} è costante quasi ovunque;
- se, presa {\displaystyle f\in L^{2}}, {\displaystyle f(T(x))=f(x)} per ogni {\displaystyle x}, allora {\displaystyle f} è costante quasi ovunque;
- se, presa {\displaystyle f\in L^{2}}, {\displaystyle f(T(x))=f(x)} per quasi ogni {\displaystyle x}, allora {\displaystyle f} è costante quasi ovunque.

Sia {\displaystyle (X,{\mathcal {A}},\mu )} uno spazio di misura normalizzato, {\displaystyle S\colon X\to X} una trasformazione che preserva la misura e sia {\displaystyle P} l'operatore di Frobenius-Perron associato. Allora {\displaystyle S} è ergodica se e soltanto se la successione {\displaystyle \{P^{n}f\}} è convergente secondo Cesàro a {\displaystyle 1}, per ogni {\displaystyle f\in D}. Analogamente, in termini dell'operatore di Koopman {\displaystyle U}, l'operatore aggiunto dell'operatore di Frobenius-Perron, possiamo affermare che {\displaystyle S} è ergodica se e solo se
{\displaystyle \lim _{n\to \infty }{\frac {1}{n}}\sum _{k=0}^{n-1}\langle f,U^{k}g\rangle =\langle f,1\rangle \langle 1,g\rangle .}

## Esempi di trasformazioni ergodiche

### Rotazioni del cerchio unitario
Sia {\displaystyle ([0,1],{\mathcal {B}},\lambda )}, con {\displaystyle {\mathcal {B}}} la {\displaystyle \sigma }-algebra di Lebesgue e {\displaystyle \lambda } la misura di Lebesgue. Per ogni {\displaystyle \theta \in (0,1)} considero la trasformazione {\displaystyle T_{\theta }\colon [0,1)\to [0,1)} definita da {\displaystyle T_{\theta }(x)=x+\theta {\pmod {1}}}, che preserva la misura. Dimostriamo che se {\displaystyle \theta } è irrazionale, allora {\displaystyle T_{\theta }} è ergodica.
Sia {\displaystyle \theta } irrazionale, e sia {\displaystyle f\in L^{2}}, {\displaystyle T_{\theta }}-invariante. Espandendo {\displaystyle f} nella sua serie di Fourier,
{\displaystyle f(x)=\sum _{n\in \mathbb {Z} }^{}a_{n}e^{2\pi inx}.}
Dato che {\displaystyle f(T_{\theta }(x))=f(x),} allora
{\displaystyle f(T_{\theta }(x))=\sum _{n\in \mathbb {Z} }a_{n}e^{2\pi in(x+\theta )}=\sum _{n\in \mathbb {Z} }a_{n}e^{2\pi inx}e^{2\pi in\theta }=f(x)=\sum _{n\in \mathbb {Z} }a_{n}e^{2\pi inx}.}
Dunque,
{\displaystyle \sum _{n\in \mathbb {Z} }a_{n}(1-e^{2\pi in\theta })e^{2\pi inx}=0.}
Dall'unicità dei coefficienti della serie di Fourier, {\displaystyle a_{n}(1-e^{2\pi in\theta })=0} per ogni {\displaystyle n\in \mathbb {Z} }. Se {\displaystyle n\neq 0}, dall'irrazionalità di {\displaystyle \theta }, si ha {\displaystyle 1-e^{2\pi in\theta }\neq 0}. Dunque {\displaystyle a_{n}=0} per ogni {\displaystyle n\neq 0}, pertanto {\displaystyle f(x)=a_{0}} è costante. Dal teorema di caratterizzazione delle trasformazioni ergodiche, {\displaystyle T_{\theta }} è ergodica.

### Moltiplicazione per 2 modulo 1
Preso {\displaystyle [0,1),{\mathcal {B}},\lambda )}, sia {\displaystyle T\colon X\to X} la trasformazione che preserva la misura data da 
{\displaystyle T(x)=2x{\pmod {1}}={\begin{cases}2x&0\leq x<{\frac {1}{2}},\\2x-1&{\frac {1}{2}}\leq x<1.\\\end{cases}}}
Utilizziamo il lemma di Knopp per provare l'ergodicità di {\displaystyle T.} Sia {\displaystyle {\mathcal {C}}} la collezione di intervalli della forma {\displaystyle [k/2^{n},(k+1)/2^{n})}, con {\displaystyle n\geq 1} e {\displaystyle 0\leq k\leq 2^{n}-1}. L'insieme {\displaystyle \left\{k/2^{n}:n\geq 1,0\leq k<2^{n}-1\right\}} dei razionali diadici è denso in {\displaystyle [0,1)}, dunque ogni intervallo aperto è al più un'unione numerabile di elementi di {\displaystyle {\mathcal {C}}}. Dunque {\displaystyle {\mathcal {C}}} soddisfa la prima ipotesi del lemma di Knopp. {\displaystyle T^{n}} mappa ogni intervallo diadico della forma {\displaystyle [k/2^{n},(k+1)/2^{n})} linearmente in {\displaystyle [0,1)}, infatti {\displaystyle T^{n}=2^{n}x{\pmod {1}}.} Sia {\displaystyle B\in {\mathcal {B}}} un insieme {\displaystyle T}-invariante e assumiamo che {\displaystyle \lambda (B)>0}. Sia {\displaystyle A\in {\mathcal {C}}} diadico di ordine {\displaystyle n}. Allora {\displaystyle T^{n}A=[0,1)} e 
{\displaystyle \lambda (A\cap B)=\lambda (A\cap T^{-n}(B))={\frac {1}{\lambda (A)}}\lambda (T^{n}(A)\cap B)={\frac {1}{2^{n}}}\lambda (B)=\lambda (A)\lambda (B).}
Dunque è soddisfatta anche la seconda ipotesi del lemma di Knopp con {\displaystyle \gamma =\lambda (B)>0}. Pertanto {\displaystyle \lambda (B)=1} e {\displaystyle T} è ergodica.